# Петър Байчев
Петър Байчев е български военен прокурор, практикуващ непрофесионално като художник-историограф в картини на концентационните лагери в Куциян и остров Белене.
Петър Байчев въпреки желанието си да стане художник се записва за студент и завършва Военното на Негово Величество училище. Завършва през 1929 г. в 48-и випуск с командирски чин подпоручик. После отива да продължи обрразованието си в Юридическия университет със спечелена през 1933 г. стипендия. Той изучава и завършва право през 1941 г. Роден е в този град и родът му пази данни за родословието си от около триста години. Същта година получава назначение като прокурор в дислоцирни на границата с Турция армейски съединения, след което е назначен за член-съдия на Областния военен съд в Шумен. Съдебната практика го отвежда през 1944 г. като съдия във Военнополевия съд в град Пловдив. Байчев взима участие във втората фаза на Отечествената война в 12-а пехотна дивизия във Военнополевия и съд.
През 1945 г. е един от 5000-те офицери, освободени от длъжност като служители на царската армия. След уволнението захваща адвокатска практика, но през 1948 г. поради започналите репресии е премахнат от списъците на адвокатската колегия. В този дух кариерата му продължава като концлагерист в Богданов дол (от 1946) и лагера в село Белене, където е въдворен за „превъзпитание“ през 1949 г. Освободен е през 1954 г. след допълнително проведени военно-следствени операции, след което е оправдан. След излизането от лагера работи като строител, тъй като няма права да продължи юридическата си кариера. През 1960 г. по направен донос у дома на Петър Байчев е извършен обиск във връзка с неговите рисунки от периода му на лагерист. За да се спаси от нови репресии, се обръща за съдействие към бившия си пряк началник генерал Никифор Никифоров. Генералът му издава подходяща характеристика, с която започва да работи като юрисконсулт в комбината за целулоза и хартия в село Букьовци.
Първата творческа изява на Петър Байчев е изложбата „Пробиви в стената“, организирана от неговия син Веселин и дъщеря му Илина Байчева, която е открита на 10 ноември 2014 г. в град София. Сред портретите на изложбата са тези на известни лагеристи, изнесени нелегално през 1954 г. при освобождаването му от лагера на остров Белене. Известните лагеристи са Иван Влайков, Стойчо Мошанов, Стоян Божков, генералите Иван Вълков и Васил Баларев. Други портрети на бележити лица са тези на Александър Гиргинов, Милан Дренчев и Крум Неврокопски. Изложбата съдържа шаржове, карикатури и портретни скици на концлагеристи от Белене. „Пробиви в стената“ е подредена в Русенската художествена галерия. Художествените изображения на Байчев са рисувани върху всевъзможни материали – листа от бележници, корици на тетрадки, на гърба на доклади, писма, понякога няколко на един лист, има и на полукартон.